# 5e étape du Tour de France 2002
Pour un article plus général, voir Tour de France 2002.
La 5e étape du Tour de France 2002 a eu lieu le 11 juillet 2002 entre Soissons et Rouen sur une distance de 195 km. Elle a été remportée par le Estonien Jaan Kirsipuu (AG2R Prévoyance) devant le Danois Michael Sandstød (CSC-Tiscali) et le Belge Ludo Dierckxsens (Lampre-Daikin). Igor González de Galdeano (ONCE-Eroski conserve le maillot jaune à l'issue de l'étape.

## Classement de l'étape
| \| Classement de l'étape \| Classement de l'étape \| Classement de l'étape \| Classement de l'étape \| Classement de l'étape \| \| Coureur \| Coureur \| Pays \| Équipe \| Temps \| \| --------------------- \| --------------------- \| --------------------- \| --------------------- \| --------------------- \| \| 1er \| Jaan Kirsipuu \| Estonie \| AG2R Prévoyance \| 4 h 13 min 33 s \| \| 2e \| Michael Sandstød \| Danemark \| CSC-Tiscali \| + 0 s \| \| 3e \| Ludo Dierckxsens \| Belgique \| Lampre-Daikin \| + 0 s \| \| 4e \| Stefano Casagranda \| Italie \| Alessio \| + 3 s \| \| 5e \| Christophe Edaleine \| France \| Jean Delatour \| + 8 s \| \| 6e \| Robbie McEwen \| Australie \| Lotto-Adecco \| + 33 s \| \| 7e \| Baden Cooke \| Australie \| Fdjeux.com \| + 33 s \| \| 8e \| Stuart O'Grady \| Australie \| Crédit Agricole \| + 33 s \| \| 9e \| Erik Zabel \| Allemagne \| Telekom \| + 33 s \| \| 10e \| Andrej Hauptman \| Slovénie \| Tacconi Sport \| + 33 s \| |                     |           |                 |                 |
| |                     |           |                 |                 |
| |                     |           |                 |                 |
| Classement de l'étape |                     |           |                 |                 |
| Coureur | Coureur             | Pays      | Équipe          | Temps           |
| 1er | Jaan Kirsipuu       | Estonie   | AG2R Prévoyance | 4 h 13 min 33 s |
| 2e | Michael Sandstød    | Danemark  | CSC-Tiscali     | + 0 s           |
| 3e | Ludo Dierckxsens    | Belgique  | Lampre-Daikin   | + 0 s           |
| 4e | Stefano Casagranda  | Italie    | Alessio         | + 3 s           |
| 5e | Christophe Edaleine | France    | Jean Delatour   | + 8 s           |
| 6e | Robbie McEwen       | Australie | Lotto-Adecco    | + 33 s          |
| 7e | Baden Cooke         | Australie | Fdjeux.com      | + 33 s          |
| 8e | Stuart O'Grady      | Australie | Crédit Agricole | + 33 s          |
| 9e | Erik Zabel          | Allemagne | Telekom         | + 33 s          |
| 10e | Andrej Hauptman     | Slovénie  | Tacconi Sport   | + 33 s          |

## Classement général
Au classement général, aucun coureur dans l'échappée n'étant membre ou proche des dix premiers, pas de changement important dans la course au maillot jaune. Il est toujours sur les épaules de l'Espagnol Igor González de Galdeano (ONCE-Eroski). Il devance son coéquipier Joseba Beloki de quatre secondes et l'Américain Lance Armstrong (U.S. Postal Service) de sept.
| \| Classement général \| Classement général \| Classement général \| Classement général \| Classement général \| \| Coureur \| Coureur \| Pays \| Équipe \| Temps \| \| ------------------ \| ------------------------- \| ------------------ \| ------------------ \| ------------------ \| \| 1er \| Igor González de Galdeano \| Espagne \| ONCE-Eroski \| 13 h 05 min 56 s \| \| 2e \| Joseba Beloki \| Espagne \| ONCE-Eroski \| + 4 s \| \| 3e \| Lance Armstrong \| États-Unis \| US Postal Service \| DQ \| \| 4e \| Jörg Jaksche \| Allemagne \| ONCE-Eroski \| + 12 s \| \| 5e \| Abraham Olano \| Espagne \| ONCE-Eroski \| + 22 s \| \| 6e \| Roberto Heras \| Espagne \| US Postal Service \| + 25 s \| \| 7e \| Isidro Nozal \| Espagne \| ONCE-Eroski \| + 27 s \| \| 8e \| José Azevedo \| Portugal \| ONCE-Eroski \| + 28 s \| \| 9e \| George Hincapie \| États-Unis \| US Postal Service \| + 28 s \| \| 10e \| Marcos Serrano \| Espagne \| ONCE-Eroski \| + 30 s \| |                           |            |                   |                  |
| |                           |            |                   |                  |
| |                           |            |                   |                  |
| Classement général |                           |            |                   |                  |
| Coureur | Coureur                   | Pays       | Équipe            | Temps            |
| 1er | Igor González de Galdeano | Espagne    | ONCE-Eroski       | 13 h 05 min 56 s |
| 2e | Joseba Beloki             | Espagne    | ONCE-Eroski       | + 4 s            |
| 3e | Lance Armstrong           | États-Unis | US Postal Service | DQ               |
| 4e | Jörg Jaksche              | Allemagne  | ONCE-Eroski       | + 12 s           |
| 5e | Abraham Olano             | Espagne    | ONCE-Eroski       | + 22 s           |
| 6e | Roberto Heras             | Espagne    | US Postal Service | + 25 s           |
| 7e | Isidro Nozal              | Espagne    | ONCE-Eroski       | + 27 s           |
| 8e | José Azevedo              | Portugal   | ONCE-Eroski       | + 28 s           |
| 9e | George Hincapie           | États-Unis | US Postal Service | + 28 s           |
| 10e | Marcos Serrano            | Espagne    | ONCE-Eroski       | + 30 s           |

## Classements annexes
| Classement par points | Classement par points | Classement par points | Classement par points | Classement par points |
| Coureur               | Coureur               | Pays                  | Équipe                | Points                |
| --------------------- | --------------------- | --------------------- | --------------------- | --------------------- |
| 1er                   | Erik Zabel            | Allemagne             | Telekom               | 113 pts               |
| 2e                    | Robbie McEwen         | Australie             | Lotto-Adecco          | 111 pts               |
| 3e                    | Baden Cooke           | Australie             | Fdjeux.com            | 80 pts                |
| 4e                    | Jaan Kirsipuu         | Estonie               | AG2R Prévoyance       | 78 pts                |
| 5e                    | Stuart O'Grady        | Australie             | Crédit Agricole       | 74 pts                |

| Classement par points | Classement par points | Classement par points | Classement par points | Classement par points |
| Coureur               | Coureur               | Pays                  | Équipe                | Points                |
| --------------------- | --------------------- | --------------------- | --------------------- | --------------------- |
| 1er                   | Erik Zabel            | Allemagne             | Telekom               | 113 pts               |
| 2e                    | Robbie McEwen         | Australie             | Lotto-Adecco          | 111 pts               |
| 3e                    | Baden Cooke           | Australie             | Fdjeux.com            | 80 pts                |
| 4e                    | Jaan Kirsipuu         | Estonie               | AG2R Prévoyance       | 78 pts                |
| 5e                    | Stuart O'Grady        | Australie             | Crédit Agricole       | 74 pts                |

| Classement de la montagne | Classement de la montagne | Classement de la montagne | Classement de la montagne | Classement de la montagne |
| Coureur                   | Coureur                   | Pays                      | Équipe                    | Points                    |
| ------------------------- | ------------------------- | ------------------------- | ------------------------- | ------------------------- |
| 1er                       | Christophe Mengin         | France                    | Fdjeux.com                | 29 pts                    |
| 2e                        | Stéphane Bergès           | France                    | AG2R Prévoyance           | 26 pts                    |
| 3e                        | Ludo Dierckxsens          | Belgique                  | Lampre-Daikin             | 15 pts                    |
| 4e                        | Patrice Halgand           | France                    | Jean Delatour             | 9 pts                     |
| 5e                        | Sylvain Chavanel          | France                    | Bonjour                   | 6 pts                     |

| Classement de la montagne | Classement de la montagne | Classement de la montagne | Classement de la montagne | Classement de la montagne |
| Coureur                   | Coureur                   | Pays                      | Équipe                    | Points                    |
| ------------------------- | ------------------------- | ------------------------- | ------------------------- | ------------------------- |
| 1er                       | Christophe Mengin         | France                    | Fdjeux.com                | 29 pts                    |
| 2e                        | Stéphane Bergès           | France                    | AG2R Prévoyance           | 26 pts                    |
| 3e                        | Ludo Dierckxsens          | Belgique                  | Lampre-Daikin             | 15 pts                    |
| 4e                        | Patrice Halgand           | France                    | Jean Delatour             | 9 pts                     |
| 5e                        | Sylvain Chavanel          | France                    | Bonjour                   | 6 pts                     |

| Classement du meilleur jeune | Classement du meilleur jeune | Classement du meilleur jeune | Classement du meilleur jeune    | Classement du meilleur jeune |
| Coureur                      | Coureur                      | Pays                         | Équipe                          | Temps                        |
| ---------------------------- | ---------------------------- | ---------------------------- | ------------------------------- | ---------------------------- |
| 1er                          | Isidro Nozal                 | Espagne                      | ONCE-Eroski                     | 19 h 06 min 23 s             |
| 2e                           | David Millar                 | Royaume-Uni                  | Cofidis-Le Crédit par Téléphone | + 1 min 13 s                 |
| 3e                           | Ivan Basso                   | Italie                       | Fassa Bortolo                   | + 1 min 14 s                 |
| 4e                           | Volodymyr Gustov             | Ukraine                      | Fassa Bortolo                   | + 1 min 25 s                 |
| 5e                           | Rubens Bertogliati           | Suisse                       | Lampre-Daikin                   | + 1 min 43 s                 |

| Classement du meilleur jeune | Classement du meilleur jeune | Classement du meilleur jeune | Classement du meilleur jeune    | Classement du meilleur jeune |
| Coureur                      | Coureur                      | Pays                         | Équipe                          | Temps                        |
| ---------------------------- | ---------------------------- | ---------------------------- | ------------------------------- | ---------------------------- |
| 1er                          | Isidro Nozal                 | Espagne                      | ONCE-Eroski                     | 19 h 06 min 23 s             |
| 2e                           | David Millar                 | Royaume-Uni                  | Cofidis-Le Crédit par Téléphone | + 1 min 13 s                 |
| 3e                           | Ivan Basso                   | Italie                       | Fassa Bortolo                   | + 1 min 14 s                 |
| 4e                           | Volodymyr Gustov             | Ukraine                      | Fassa Bortolo                   | + 1 min 25 s                 |
| 5e                           | Rubens Bertogliati           | Suisse                       | Lampre-Daikin                   | + 1 min 43 s                 |

| Classement par équipes | Classement par équipes          | Classement par équipes | Classement par équipes |
| Équipe                 | Équipe                          | Pays                   | Temps                  |
| ---------------------- | ------------------------------- | ---------------------- | ---------------------- |
| 1re                    | ONCE-Eroski                     | Espagne                |                        |
| 2e                     | US Postal Service               | États-Unis             | + 42 s                 |
| 3e                     | CSC-Tiscali                     | Danemark               | + 1 min 36 s           |
| 4e                     | Fassa Bortolo                   | Italie                 | + 4 min 53 s           |
| 5e                     | Cofidis-Le Crédit par Téléphone | France                 | + 5 min 06 s           |

| Classement par équipes | Classement par équipes          | Classement par équipes | Classement par équipes |
| Équipe                 | Équipe                          | Pays                   | Temps                  |
| ---------------------- | ------------------------------- | ---------------------- | ---------------------- |
| 1re                    | ONCE-Eroski                     | Espagne                |                        |
| 2e                     | US Postal Service               | États-Unis             | + 42 s                 |
| 3e                     | CSC-Tiscali                     | Danemark               | + 1 min 36 s           |
| 4e                     | Fassa Bortolo                   | Italie                 | + 4 min 53 s           |
| 5e                     | Cofidis-Le Crédit par Téléphone | France                 | + 5 min 06 s           |